# Guro Reiten
Guro Reiten (Sunndalsøra, 26 luglio 1994) è una calciatrice norvegese, centrocampista del Chelsea e della nazionale norvegese.
In carriera è stata finalista con la nazionale norvegese Under-19 all'Europeo di Italia 2011.

## Carriera

### Club
Sunndal
Nata a Sunndalsøra, Møre og Romsdal, Reiten ha iniziato la sua carriera da senior con la squadra locale del Sunndal, allora in seconda divisione del calcio norvegese.
Kattem
A 16 anni, Reiten è entrata a far parte del Kattem, squadra della Toppserien, nel 2011. Durante il suo anno e mezzo di permanenza al Kattem, ha collezionato 35 presenze in campionato e segnato 11 gol nella sua seconda stagione, diventando la capocannoniere del club nel 2012.
Trondheims-Ørn
Dopo il ritiro del Kattem dalla Toppserien, Reiten è passata al Trondheims-Ørn nel 2013. Durante le sue quattro stagioni con il Trondheims, ha collezionato 82 presenze in campionato e segnato 25 gol. Con il Trondheims-Ørn, ha anche raggiunto la finale della Coppa di Norvegia 2014.
LSK Kvinner
Reiten si è poi trasferita all'LSK Kvinnerf, squadra della Toppserien, nella stagione 2017. Con il club, ha vinto il campionato nel 2017 ed è stata la capocannoniere della Toppserien nella stagione regolare con 18 gol. Reiten ha ripetuto entrambe le imprese nel 2018, questa volta con 21 gol, oltre a vincere la Coppa di Norvegia 2018, segnando una doppietta in finale contro l'IL Sandviken. Inoltre, ha vinto i premi di Giocatrice dell'Anno e Gol dell'Anno della Toppserien 2018. Le sue prestazioni nel 2018 l'hanno vista candidata al premio di Calciatrice dell'Anno norvegese. Al momento del suo addio all'LSK Kvinner, Reiten era la capocannoniere della Toppserien nella stagione 2019.
Chelsea
Il 31 maggio 2019, Reiten ha firmato con il Chelsea, squadra della Women's Super League (WSL).  Secondo quanto riportato, il costo del trasferimento si aggirava intorno alle 100.000 corone norvegesi. Nella sua prima stagione con il Chelsea, Reiten ha collezionato 23 presenze e segnato 7 gol in tutte le competizioni. Nella stagione 2020-21 ha giocato meno frequentemente con il Chelsea, partendo principalmente dalla panchina e segnando un gol in diciannove presenze in campionato. Nella stessa stagione, ha segnato nella finale della FA Women's League Cup 2021 contro il Bristol City, con il Chelsea che ha difeso il trofeo. La terza stagione di Reiten al Chelsea l'ha vista giocare più spesso come terzino sinistro. In questa stagione, Reiten ha segnato undici gol e si è guadagnata un posto nella Squadra dell'Anno della PFA WSL.
Nella stagione 2022-23, Reiten ha vinto il suo quarto titolo WSL consecutivo con il Chelsea e ha collezionato 39 presenze in tutte le competizioni, il numero più alto di qualsiasi altra giocatrice della squadra.  Ha segnato 13 gol in tutta la stagione, tra cui il gol della vittoria nell'andata dei quarti di finale di Champions League contro il Lione, e ha anche segnato l'unico gol del Chelsea nella semifinale persa per 2-1 contro il Barcellona. All'inizio della stagione 2023-24, a ottobre, Reiten ha segnato il gol del pareggio al 96º minuto contro il Manchester City, in un pareggio per 1-1. Nello stesso mese, ha subito un infortunio al legamento della caviglia ed è stata fuori gioco fino a dicembre. Durante questo periodo, ha prolungato il suo contratto con il Chelsea fino al 2026 ed è stata candidata per il Pallone d'Oro Femminile 2023. Nell'ultima partita casalinga della stagione 2023-24 contro il Bristol City, Reiten ha segnato quattro gol nella vittoria per 8-0, portando il Chelsea in vantaggio di un gol sul Manchester City per differenza reti a due partite dalla fine. L'ultima giornata della stagione, ha fornito due assist nella vittoria per 6-0 contro il Manchester United, conquistando il suo quinto titolo WSL consecutivo, mentre il Chelsea ha vinto il titolo per differenza reti.

### Nazionale
Giovanili
Reiten ha rappresentato la Norvegia a tutti i livelli internazionali giovanili, dall'Under 15 all'Under 23. A 13 anni, era già stata convocata per la nazionale Under 15 per giocare una partita a Kristiansund. Nell'aprile 2010, Reiten ha rappresentato la nazionale Under 17 al Campionato Europeo Under 17 UEFA 2010 in Svizzera, dove la Norvegia è stata eliminata al secondo turno preliminare, classificandosi seconda nel proprio girone dietro la Germania.
Ha esordito con l'Under 19 il 30 maggio 2011 nella partita inaugurale del Campionato Europeo Under 19 UEFA 2011 contro la Germania, che la sua squadra ha perso 3-1. Reiten ha collezionato quattro presenze al torneo e segnato un gol, contro la Spagna nella fase a gironi. La Norvegia ha poi raggiunto la finale, dove ha perso 8-1 contro la Germania e ha concluso il torneo con la medaglia d'argento.  Il piazzamento in semifinale qualificò la Norvegia per la Coppa del Mondo FIFA Under 20 del 2012 in Giappone, dove la squadra fu nuovamente sconfitta dalla Germania, questa volta nei quarti di finale. Reiten giocò tre delle quattro partite della Norvegia al torneo, tra cui la vittoria per 4-1 contro l'Argentina nella fase a gironi, dove giocò per tutti i 90 minuti.
Dopo una campagna di qualificazione di successo per il Campionato Europeo Under 19 UEFA del 2013, in cui Reiten segnò tre gol in sei partite e fu capocannoniere a pari merito della squadra, guidò la Norvegia al torneo principale in Galles come capitano. La squadra non si qualificò per la fase a eliminazione diretta dopo essere arrivata terza nel Gruppo B, dietro Germania e Finlandia, con tre punti in tre partite, vincendo l'unica partita del torneo contro la Svezia per 5-0. Reiten giocò tutte e tre le partite.
Tra il 2013 e il 2016, Reiten collezionò 14 presenze con la nazionale Under 23, ma non partecipò ad alcun torneo UEFA o FIFA.
Nazionale Maggiore
Il 14 gennaio 2014, Reiten ha esordito in nazionale maggiore in un torneo amichevole a La Manga contro la Spagna, subentrando al 63° minuto al posto di Elise Thorsnes nella partita che si è poi conclusa con una vittoria per 2-1. Tre giorni dopo, è stata titolare per la prima volta, in un pareggio per 1-1 contro l'Inghilterra, dove ha giocato tutti i 90 minuti. Il 13 febbraio, Reiten ha giocato la sua prima partita ufficiale contro la Grecia in una partita di qualificazione ai Mondiali del 2015, dove ha giocato nuovamente tutti i 90 minuti, prima di rappresentare la Norvegia all'Algarve Cup 2014 un mese dopo.
Dopo due presenze nelle ultime due partite di qualificazione ai Mondiali nel settembre 2014, grazie alle quali la Norvegia si è qualificata per i Mondiali del 2015, Reiten ha dovuto aspettare più di due anni per la sua successiva apparizione, e nel frattempo ha giocato per la nazionale Under 23.  È tornata nella nazionale norvegese a marzo 2017 per l'Algarve Cup 2017, partecipando al torneo in tre occasioni. Reiten è anche riuscita a segnare il suo primo gol da senior contro il Portogallo, padrone di casa, segnando il secondo gol della sua squadra nella vittoria per 2-0 solo tre minuti dopo essere entrata in campo.
Reiten ha rappresentato la Norvegia a UEFA Euro 2017, dove è entrata come sostituta nella partita inaugurale contro l'Olanda. Ha giocato anche nell'ultima partita del girone contro la Danimarca, ma non è riuscita a impedire che la sua squadra venisse eliminata senza un solo punto o gol, per la prima volta in un torneo importante. Dopo un'infruttuosa campagna agli Europei, la Norvegia ha disputato le qualificazioni per la Coppa del Mondo 2019. Reiten ha giocato tutte le otto partite e ha segnato quattro gol, tra cui una doppietta contro l'Irlanda del Nord nella partita inaugurale, qualificandosi per la fase finale della Coppa del Mondo con un primo posto e sette vittorie in otto partite.
Reiten ha ottenuto il suo primo successo in un torneo nel 2019, vincendo l'Algarve Cup.  Il 2 maggio è stata inserita nella squadra convocata per il Mondiale 2019, la sua prima partecipazione al Mondiale. Ai Mondiali, ha giocato tutte e cinque le partite della Norvegia. Nella partita inaugurale contro la Nigeria, ha segnato il primo gol del torneo per la Norvegia ed è stata nominata migliore giocatrice in campo per il suo gol e assist. Una sconfitta per 3-0 contro l'Inghilterra nei quarti di finale ha visto lei e la sua squadra eliminate, perdendo anche la qualificazione alle Olimpiadi estive del 2020.
Nelle qualificazioni a Euro 2022, Reiten ha giocato tutte e sei le partite della Norvegia e ha segnato quattro gol, incluso quello della vittoria per 1-0 contro il Galles. Anche nelle successive qualificazioni al Mondiale 2023, ha giocato tutte e dieci le partite e segnato due gol.
Nel giugno 2022, Reiten è stata convocata nella nazionale norvegese per la fase finale del Campionato Europeo 2022.  Ha giocato tutte e tre le partite del girone, a partire da una partita contro l'Irlanda del Nord, esordiente agli Europei, in cui ha segnato l'ultimo gol della Norvegia nella vittoria per 4-1. La Norvegia ha poi subito la sconfitta più pesante della sua storia internazionale contro l'Inghilterra, per 8-0. La Norvegia non si è qualificata per la fase a eliminazione diretta degli Europei per la seconda volta consecutiva dopo aver perso per 1-0 contro l'Austria nell'ultima partita, classificandosi terza nel proprio girone.
Nel giugno 2023, è stata inserita nella squadra norvegese di 23 giocatrici per la Coppa del Mondo 2023. Ha giocato tutte e quattro le partite della Norvegia nella fase finale del torneo, segnando due gol. Due anni dopo, Reiten ha rappresentato la Norvegia a UEFA Euro 2025.

## Palmarès

### Club
- Campionato norvegese: 2

LSK Kvinner: 2017, 2018
- Coppa di Norvegia: 1

LSK Kvinner: 2018
- Campionato inglese: 6

Chelsea: 2019-2020, 2020-2021, 2021-2022,2022-2023, 2023-2024, 2024-2025
- FA Women's Cup: 4

Chelsea: 2020-2021, 2021-2022, 2022-2023, 2024-2025
- FA Women's League Cup: 3

Chelsea: 2019-2020, 2020-2021, 2024-2025
- FA Women's Community Shield: 1

Chelsea: 2020

### Nazionale
- Algarve Cup: 1

2019

### Individuale
- Capocannoniere della Toppserien: 2

2017 (18 reti), 2018 (21 reti)